# Wereldkampioenschap voetbal 2018 (kwalificatie CONCACAF)

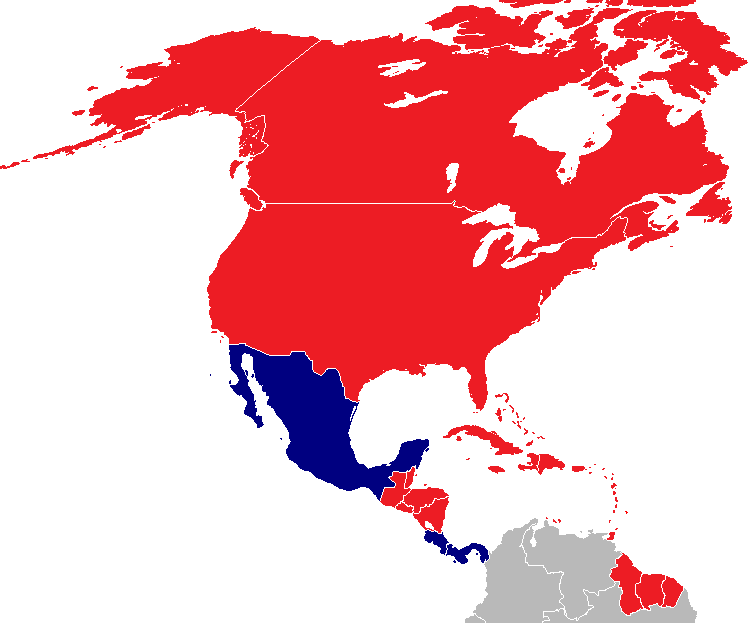
Gekwalificeerde landen:
Mexico
Costa Rica
Panama

Namens de Noord-Amerikaanse voetbalbond CONCACAF namen alle 35 FIFA-leden deel aan het kwalificatietoernooi voor drie beschikbare plaatsen in de eindronde van het wereldkampioenschap voetbal 2018, dat werd georganiseerd in Rusland. De eerste kwalificatiewedstrijd werd gespeeld op 23 maart 2015; het CONCACAF-kwalificatietoernooi werd afgesloten op 10 oktober 2017. Niet alle landen die onder deze continentale voetbalfederatie spelen, begonnen reeds in het voorjaar van 2015 aan de kwalificatie: op basis van de positie op de FIFA-wereldranglijst is bepaald wanneer een land instroomt in het toernooi, met de laatste deelnemers (en dus hoogst geklasseerde op de ranglijst) beginnend in juli 2015. In november 2017 speelde één Noord-Amerikaans land een intercontinentale play-off tegen de nummer 5 van de Aziatische zone. In deze play-off nam Honduras het op tegen Australië. Australië won uiteindelijk met 3-1 over twee wedstrijden en zodoende bleef het aantal tickets voor de CONCACAF beperkt tot 3.
In het voorgaande kwalificatietoernooi – voor het wereldkampioenschap voetbal 2014 in Brazilië – verkregen de nationale elftallen van de Verenigde Staten, Costa Rica en Honduras in de vierde en laatste kwalificatieronde een plaats op het hoofdtoernooi, ten koste van Panama (vijfde) en Jamaica (zesde). Het Mexicaans voetbalelftal  (vierde) versloeg eind 2013 Nieuw-Zeeland in de play-off. Van de vier gekwalificeerde landen uit Noord-Amerika behaalde Costa Rica de beste prestatie door de kwartfinale te bereiken. Daarin werd het na strafschoppen door Nederland verslagen.

## Gekwalificeerde landen
De eventuele vierde beschikbare plaats hing af van de intercontinentale play-off.
| FIFA-lid   | Kwalificatie         | Kwal. datum      | Aantal dln. (incl. 2018) | Eerste dln. | Laatste dln. | Dln. op rij | Titels (excl. 2018) | Beste prestatie |
| ---------- | -------------------- | ---------------- | ------------------------ | ----------- | ------------ | ----------- | ------------------- | --------------- |
| Mexico     | top 3 (vijfde ronde) | 1 september 2017 | 16                       | 1930        | 2014         | 7           | 0                   | Kwartfinale     |
| Costa Rica | top 3 (vijfde ronde) | 7 oktober 2017   | 5                        | 1990        | 2014         | 2           | 0                   | Kwartfinale     |
| Panama     | top 3 (vijfde ronde) | 10 oktober 2017  | 1                        | 2018        | -            | 1           | 0                   | -               |

## Opzet en loting
De loting voor de eerste drie rondes is gebaseerd op de FIFA-wereldranglijst van augustus 2014. De opzet van het kwalificatietoernooi is als volgt, met bij elke ronde de instromende landen vermeld, geordend van hoogste naar laagste positie op de ranglijst.
In de eerste ronde speelden de veertien laagst genoteerde landen op de FIFA-wereldranglijst in maart 2015 in een tweeluik om zeven plaatsen in de tweede ronde van het kwalificatietoernooi. In de tweede ronde kwamen vervolgens de 7 winnaars uit ronde 1 uit, en 13 landen uit de 2e categorie, gebaseerd op de resultaten van de FIFA-wereldranglijst. De 10 winnaars hiervan stroomden door naar de 3e ronde, waar ook Jamaica en Haïti waren geplaatst. Tot dit gedeelte is er dus een knock-outsysteem. In de vierde ronde stroomden de 6 winnaars uit ronde 3 in en zijn al 6 teams geplaatst. Er namen dus 12 landen deel aan ronde 4. Die 12 landen werden verdeeld in 3 groepen, in een poule (A/B/C) van 4 landen. De nummers 1 en 2 van elke poule plaatsten zich voor de vijfde ronde. In de vijfde ronde speelden de 6 overgebleven landen samen in 1 poule, waarin de nummers 1, 2 en 3 zich plaatsten voor het wereldkampioenschap voetbal 2018 in Rusland. De nummer 4 speelde een intercontinentale play-off tegen de nummer vijf van de Aziatische zone.

## Eerste ronde

### Loting
De loting van de eerste ronde werd gehouden op 15 januari 2015, in het W-Hotel, bij Miami Beach gelegen in Florida (Verenigde Staten). De landen die in de eerste ronde uitkomen, zijn opgedeeld in 2 potten. Pot 1 is het sterkste volgens de FIFA-Ranking, pot 2 zijn de overige landen die uitkomen in ronde 1. In elke wedstrijd speelt een land uit pot één tegen een land uit pot twee; de volgorde van de wedstrijden werd tevens via loting beslist. Belize en Nicaragua zijn de enige deelnemers van het Midden-Amerikaanse vasteland en dus ook de enige deelnemers die geen lid zijn van de Caraïbische voetbalbond. Op basis van de ranglijstposities is de confrontatie tussen Saint Kitts en Nevis en de Turks- en Caicoseilanden de sterkste (gemiddelde positie 170) en het duel tussen Nicaragua en Anguilla het zwakste (gemiddelde positie 191).

### Wedstrijden
De wedstrijden in de CONCACAF-regio in de eerste ronde vonden plaats op 31 maart 2015 en waren daarmee wereldwijd na Azië de eerste kwalificatiewedstrijden voor het wereldkampioenschap voetbal 2018.
| Team 1                 | Agg.   | Team 2                      | 1e wedstrijd | 2e wedstrijd |
| ---------------------- | ------ | --------------------------- | ------------ | ------------ |
| Bahama's               | 0 – 8  | Bermuda                     | 0 – 5        | 0 – 3        |
| Britse Maagdeneilanden | 2 – 3  | Dominica                    | 2 – 3        | 0 – 0        |
| Barbados               | 4 – 1  | Amerikaanse Maagdeneilanden | 0 – 1        | 4 – 0        |
| Saint Kitts en Nevis   | 12 – 4 | Turks- en Caicoseilanden    | 6 – 2        | 6 – 2        |
| Nicaragua              | 8 – 0  | Anguilla                    | 5 – 0        | 3 – 0        |
| Belize                 | 1 – 1  | Kaaimaneilanden             | 0 – 0        | 1 – 1        |
| Curaçao                | 4 – 3  | Montserrat                  | 2 – 1        | 2 – 2        |

#### Wedstrijd 1
|                                 |          |         |                                                        |                                                                                        |
| 25 maart 2015 19:30 uur (UTC−4) | Bahama's | 0 – 5   | Bermuda                                                | Thomas Robinson Stadium, Nassau Toeschouwers: 3.500 Scheidsrechter: Armando Villarreal |
| 25 maart 2015 19:30 uur (UTC−4) |          | verslag | 4' Leverock 14' (pen.) Wells 29' Lewis 57', 70' Donawa | Thomas Robinson Stadium, Nassau Toeschouwers: 3.500 Scheidsrechter: Armando Villarreal |

|                                 |                            |         |          |                                                                                          |
| 29 maart 2015 15:00 uur (UTC−3) | Bermuda                    | 3 – 0   | Bahama's | Bermuda National Stadium, Devonshire Toeschouwers: 4.370 Scheidsrechter: Ricardo Montero |
| 29 maart 2015 15:00 uur (UTC−3) | Wells 79', 87' Burgess 82' | verslag |          | Bermuda National Stadium, Devonshire Toeschouwers: 4.370 Scheidsrechter: Ricardo Montero |

#### Wedstrijd 2
|                                 |                        |         |                                   |                                                                      |
| 26 maart 2015 19:00 uur (UTC−4) | Britse Maagdeneilanden | 2 – 3   | Dominica                          | Windsor Park, Roseau Toeschouwers: 1.169 Scheidsrechter: Karl Tyrell |
| 26 maart 2015 19:00 uur (UTC−4) | Moss 41' Johnson 53'   | verslag | 45' Elizee 64' Joseph 81' Peltier | Windsor Park, Roseau Toeschouwers: 1.169 Scheidsrechter: Karl Tyrell |

|                                 |          |       |                        |                                                                            |
| 29 maart 2015 17:00 uur (UTC−4) | Dominica | 0 – 0 | Britse Maagdeneilanden | Windsor Park, Roseau Toeschouwers: 2.661 Scheidsrechter: Fernando Guerrero |
| 29 maart 2015 17:00 uur (UTC−4) | verslag  |       |                        | Windsor Park, Roseau Toeschouwers: 2.661 Scheidsrechter: Fernando Guerrero |

#### Wedstrijd 3
|                                 |          |         |                             |                                                                                         |
| 22 maart 2015 19:00 uur (UTC−4) | Barbados | 0 – 1   | Amerikaanse Maagdeneilanden | Barbados Nationaal Stadion, Bridgetown Toeschouwers: 2.300 Scheidsrechter: Kimbell Ward |
| 22 maart 2015 19:00 uur (UTC−4) |          | verslag | 16' Browne                  | Barbados Nationaal Stadion, Bridgetown Toeschouwers: 2.300 Scheidsrechter: Kimbell Ward |

|                                 |                             |         |                                                         | |
| 26 maart 2015 15:30 uur (UTC−4) | Amerikaanse Maagdeneilanden | 0 – 4   | Barbados                                                | Addelita Cancryn Junior High School Ground, Charlotte Amalie Toeschouwers: 410 Scheidsrechter: Kevin Morrison |
| 26 maart 2015 15:30 uur (UTC−4) |                             | verslag | 4' Sargeant 25' J. Chandler 76' Harte 90' J.J. Chandler | Addelita Cancryn Junior High School Ground, Charlotte Amalie Toeschouwers: 410 Scheidsrechter: Kevin Morrison |

#### Wedstrijd 4
|                                 |                                                                        |         |                                |                                                                                   |
| 23 maart 2015 20:00 uur (UTC−4) | Saint Kitts en Nevis                                                   | 6 – 2   | Turks- en Caicoseilanden       | Warner Park Stadium, Basseterre Toeschouwers: 2.000 Scheidsrechter: Sherwin Moore |
| 23 maart 2015 20:00 uur (UTC−4) | Harris 17' T. Leader 43' O. Mitchum 45', 89' Hanley 67' O'Loughlin 85' | verslag | 22' Forbes 72' (e.d.) Williams | Warner Park Stadium, Basseterre Toeschouwers: 2.000 Scheidsrechter: Sherwin Moore |

|                                 |                               |         |                                                            |                                                                                        |
| 26 maart 2015 19:00 uur (UTC−4) | Turks- en Caicoseilanden      | 2 – 6   | Saint Kitts en Nevis                                       | TCIFA National Academy, Providenciales Toeschouwers: 420 Scheidsrechter: Elmer Bonilla |
| 26 maart 2015 19:00 uur (UTC−4) | Calixte 4' (pen.), 14' (pen.) | verslag | 7', 30' Leader 33' (pen.), 55', 60' Panayiotou 73' Robbins | TCIFA National Academy, Providenciales Toeschouwers: 420 Scheidsrechter: Elmer Bonilla |

#### Wedstrijd 5
|                                 |                                                  |         |          |                                                                            |
| 23 maart 2015 18:00 uur (UTC−6) | Nicaragua                                        | 5 – 0   | Anguilla | Estadio Nacional, Managua Toeschouwers: 4.214 Scheidsrechter: Jafeth Perea |
| 23 maart 2015 18:00 uur (UTC−6) | Galeano 12' Copete 24', 39' Barrera 36' Lazo 63' | verslag |          | Estadio Nacional, Managua Toeschouwers: 4.214 Scheidsrechter: Jafeth Perea |

|                                 |          |         |                              |                                                                                  |
| 29 maart 2015 17:00 uur (UTC−4) | Anguilla | 0 – 3   | Nicaragua                    | Ronald Websterpark, The Valley Toeschouwers: 1.200 Scheidsrechter: Óscar Moncada |
| 29 maart 2015 17:00 uur (UTC−4) |          | verslag | 21', 67' Leguías 45' Barrera | Ronald Websterpark, The Valley Toeschouwers: 1.200 Scheidsrechter: Óscar Moncada |

#### Wedstrijd 6
|                                 |         |       |                 |                                                                     |
| 25 maart 2015 20:00 uur (UTC−6) | Belize  | 0 – 0 | Kaaimaneilanden | FFB Field, Belmopan Toeschouwers: 1.924 Scheidsrechter: Oscar Reyna |
| 25 maart 2015 20:00 uur (UTC−6) | verslag |       |                 | FFB Field, Belmopan Toeschouwers: 1.924 Scheidsrechter: Oscar Reyna |

|                                 |                 |         |            |                                                                                      |
| 29 maart 2015 19:00 uur (UTC−5) | Kaaimaneilanden | 1 – 1   | Belize     | Truman Boddenstadion, George Town Toeschouwers: 1.800 Scheidsrechter: Yadel Martínez |
| 29 maart 2015 19:00 uur (UTC−5) | Ebanks 5'       | verslag | 20' Kuylen | Truman Boddenstadion, George Town Toeschouwers: 1.800 Scheidsrechter: Yadel Martínez |

#### Wedstrijd 7
|                                 |                                    |         |            |                                                                                   |
| 27 maart 2015 20:00 uur (UTC−4) | Curaçao                            | 2 – 1   | Montserrat | Ergilio Hatostadion, Willemstad Toeschouwers: 9.000 Scheidsrechter: Oscar Davilla |
| 27 maart 2015 20:00 uur (UTC−4) | Merencia 8' Zschusschen 39' (pen.) | verslag | 24' Taylor | Ergilio Hatostadion, Willemstad Toeschouwers: 9.000 Scheidsrechter: Oscar Davilla |

|                                 |                              |         |                         |                                                                                     |
| 31 maart 2015 19:00 uur (UTC−4) | Montserrat                   | 2 – 2   | Curaçao                 | Blakes Estatestadion, Saint John's Toeschouwers: 500 Scheidsrechter: Rodphin Harris |
| 31 maart 2015 19:00 uur (UTC−4) | Willer 65' Woods-Garness 81' | verslag | 41' Lachman 87' Vicento | Blakes Estatestadion, Saint John's Toeschouwers: 500 Scheidsrechter: Rodphin Harris |

## Tweede ronde
De loting vond wederom plaats op 15 januari 2015 in Miami Beach, de Verenigde Staten. Er werd gebruikgemaakt van een potindeling met vier potten, waarbij de laatste pot was gereserveerd voor de winnaars van de eerste ronde. De dertien nieuwe deelnemers werden wederom op basis van de positie op de mondiale ranglijst (tussen haken) ingedeeld in de eerste drie potten. In elke wedstrijd speelde een land uit pot drie tegen een land uit pot vier, of een land uit pot vijf tegen een land uit pot zes; de wedstrijdvolgorde werd tevens via loting beslist. 
Op basis van de ranglijstposities zou een eventueel duel tussen El Salvador en Saint Kitts en Nevis het sterkste zijn (gemiddelde positie 143) en zou een ontmoeting tussen het Surinaams voetbalelftal en Anguilla (gemiddelde positie 169) de zwakste zijn.

### Wedstrijden
Wedstrijden in de tweede ronde vonden plaats van 8 tot en met 16 juni 2015. 
| Team 1                         | Agg.  | Team 2      | 1e wedstrijd | 2e wedstrijd |
| ------------------------------ | ----- | ----------- | ------------ | ------------ |
| Saint Vincent en de Grenadines | 6 – 6 | Guyana      | 2 – 2        | 4 – 4        |
| Antigua en Barbuda             | 5 – 4 | Saint Lucia | 1 – 3        | 4 – 1        |
| Puerto Rico                    | 1 – 2 | Grenada     | 1 – 0        | 0 – 2        |
| Dominica                       | 0 – 6 | Canada      | 0 – 2        | 0 – 4        |
| Dominicaanse Republiek         | 1 – 5 | Belize      | 1 – 2        | 0 – 3        |
| Guatemala                      | 1 – 0 | Bermuda     | 0 – 0        | 1 – 0        |
| Aruba                          | 3 – 2 | Barbados    | 0 – 2        | 3 – 0        |
| Saint Kitts en Nevis           | 3 – 6 | El Salvador | 2 – 2        | 1 – 4        |
| Curaçao                        | 1 – 1 | Cuba        | 0 – 0        | 1 – 1        |
| Nicaragua                      | 4 – 1 | Suriname    | 1 – 0        | 3 – 1        |

#### Wedstrijd 1
|                          |                                |         |                          |                                                                                   |
| 10 juni 2015 15:30 UTC−4 | Saint Vincent en de Grenadines | 2 – 2   | Guyana                   | Arnos Vale Stadium, Kingstown Toeschouwers: 2.500 Scheidsrechter: Wilson Da Costa |
| 10 juni 2015 15:30 UTC−4 | Stewart 49' Slater 83'         | verslag | 26' Beresford 75' Wilson | Arnos Vale Stadium, Kingstown Toeschouwers: 2.500 Scheidsrechter: Wilson Da Costa |

|                          |                                                  |         |                                            |                                                                                    |
| 14 juni 2015 19:00 UTC−4 | Guyana                                           | 4 – 4   | Saint Vincent en de Grenadines             | Providence Stadium, Providence Toeschouwers: 5.000 Scheidsrechter: Valdin Legister |
| 14 juni 2015 19:00 UTC−4 | Welshman 39', 76' Beresford 50' (pen.) Danns 86' | verslag | 16' M. Samuel 41', 57' Slater 66' Anderson | Providence Stadium, Providence Toeschouwers: 5.000 Scheidsrechter: Valdin Legister |

#### Wedstrijd 2
|                          |                    |         |                                    |                                                                                       |
| 10 juni 2015 19:00 UTC−4 | Antigua en Barbuda | 1 – 3   | Saint Lucia                        | Sir Vivian Richards Stadium, Antigua Toeschouwers: 1.800 Scheidsrechter: Kimbell Ward |
| 10 juni 2015 19:00 UTC−4 | Harriett 21'       | verslag | 26' Paul 61' Henry 90+1' Greenidge | Sir Vivian Richards Stadium, Antigua Toeschouwers: 1.800 Scheidsrechter: Kimbell Ward |

|                          |                                       |         |                                            | |
| 14 juni 2015 19:00 UTC−4 | Saint Lucia                           | 1 – 4   | Antigua en Barbuda                         | Sir Vivian Richards Stadium, Antigua (Antigua en Barbuda) Toeschouwers: 700 Scheidsrechter: David Gantar |
| 14 juni 2015 19:00 UTC−4 | Frederick 81' (pen.) St.Prix 16', 32' | verslag | 76', 90+3' Parker 85' Harriett 90+5' Tumwa | Sir Vivian Richards Stadium, Antigua (Antigua en Barbuda) Toeschouwers: 700 Scheidsrechter: David Gantar |

#### Wedstrijd 3
|                          |             |         |         |                                                                                           |
| 12 juni 2015 20:00 UTC−4 | Puerto Rico | 1 – 0   | Grenada | Estadio Juan Ramón Loubriel, Bayamón Toeschouwers: 6.890 Scheidsrechter: Christopher Reid |
| 12 juni 2015 20:00 UTC−4 | Bozkurt 16' | verslag |         | Estadio Juan Ramón Loubriel, Bayamón Toeschouwers: 6.890 Scheidsrechter: Christopher Reid |

|                          |                                |         |             |                                                                                            |
| 16 juni 2015 15:30 UTC−4 | Grenada                        | 2 – 0   | Puerto Rico | National Cricket Stadium, Saint George's Toeschouwers: 5.000 Scheidsrechter: Adrian Skeete |
| 16 juni 2015 15:30 UTC−4 | Morales 34' (e.d.) Charles 81' | verslag |             | National Cricket Stadium, Saint George's Toeschouwers: 5.000 Scheidsrechter: Adrian Skeete |

#### Wedstrijd 4
|                          |          |                                        |        |                                                                        |
| 11 juni 2015 19:00 UTC−4 | Dominica | 0 – 2                                  | Canada | Windsor Park, Roseau Toeschouwers: 5.084 Scheidsrechter: Jeffrey Solis |
| 11 juni 2015 19:00 UTC−4 |          | 6' Larin 67' (pen.) Teibert 80' Borjan |        | Windsor Park, Roseau Toeschouwers: 5.084 Scheidsrechter: Jeffrey Solis |

|                          |                                         |       |          |                                                                      |
| 16 juni 2015 19:37 UTC−4 | Canada                                  | 4 – 0 | Dominica | BMO Field, Toronto Toeschouwers: 9.749 Scheidsrechter: Gianni Ascani |
| 16 juni 2015 19:37 UTC−4 | Akindele 5' Larin 42' Ricketts 53', 78' |       |          | BMO Field, Toronto Toeschouwers: 9.749 Scheidsrechter: Gianni Ascani |

#### Wedstrijd 5
|                          |                        |       |                   |                                                                                                 |
| 11 juni 2015 16:00 UTC−4 | Dominicaanse Republiek | 1 – 2 | Belize            | Estadio Olímpico Félix Sánchez, Santo Domingo Toeschouwers: 1.500 Scheidsrechter: Mario Escobar |
| 11 juni 2015 16:00 UTC−4 | Lombardi 71'           |       | 16', 86' McCaulay | Estadio Olímpico Félix Sánchez, Santo Domingo Toeschouwers: 1.500 Scheidsrechter: Mario Escobar |

|                          |                                    |       |                        |                                                                         |
| 14 juni 2015 16:00 UTC−6 | Belize                             | 3 – 0 | Dominicaanse Republiek | FFB Stadium, Belmopan Toeschouwers: 1.634 Scheidsrechter: Sherwin Moore |
| 14 juni 2015 16:00 UTC−6 | Róchez 37' Kuylen 37' McCaulay 76' |       |                        | FFB Stadium, Belmopan Toeschouwers: 1.634 Scheidsrechter: Sherwin Moore |

#### Wedstrijd 6
|                          |           |       |         |                                                                                         |
| 12 juni 2015 20:06 UTC−6 | Guatemala | 0 – 0 | Bermuda | Estadio Mateo Flores, Guatemala-Stad Toeschouwers: 5.279 Scheidsrechter: Yadel Martínez |
| 12 juni 2015 20:06 UTC−6 |           |       |         | Estadio Mateo Flores, Guatemala-Stad Toeschouwers: 5.279 Scheidsrechter: Yadel Martínez |

|                          |         |              |           |                                                                                         |
| 15 juni 2015 19:30 UTC−3 | Bermuda | 0 – 1        | Guatemala | Bermuda National Stadium, Devonshire Toeschouwers: 3.747 Scheidsrechter: Luis Santander |
| 15 juni 2015 19:30 UTC−3 |         | 27' Cincotta |           | Bermuda National Stadium, Devonshire Toeschouwers: 3.747 Scheidsrechter: Luis Santander |

#### Wedstrijd 7
|                          |       |                                |          |                                                                                  |
| 10 juni 2015 20:00 UTC−4 | Aruba | 0 – 2                          | Barbados | Trinidad Stadion, Oranjestad Toeschouwers: 2.700 Scheidsrechter: Edvin Jurisevic |
| 10 juni 2015 20:00 UTC−4 |       | 18' Harte 28' Boyce 68' Browne |          | Trinidad Stadion, Oranjestad Toeschouwers: 2.700 Scheidsrechter: Edvin Jurisevic |

|                          |              |       |       |                                                                                               |
| 14 juni 2015 19:30 UTC−4 | Barbados     | 0 – 3 | Aruba | Usain Bolt Sports Complex, Cave Hill Toeschouwers: 2.300 Scheidsrechter: Marlon Alfonso Mejia |
| 14 juni 2015 19:30 UTC−4 | Holligan 78' |       |       | Usain Bolt Sports Complex, Cave Hill Toeschouwers: 2.300 Scheidsrechter: Marlon Alfonso Mejia |

#### Wedstrijd 8
|                          |                         |       |                         |                                                                                      |
| 11 juni 2015 20:00 UTC−4 | Saint Kitts en Nevis    | 2 – 2 | El Salvador             | Warner Park Stadium, Basseterre Toeschouwers: 3.100 Scheidsrechter: Mathieu Bourdeau |
| 11 juni 2015 20:00 UTC−4 | Mitchum 68' Sawyers 71' |       | 41' Herrera 86' Bonilla | Warner Park Stadium, Basseterre Toeschouwers: 3.100 Scheidsrechter: Mathieu Bourdeau |

|                          |                                       |       |                      |                                                                                   |
| 16 juni 2015 19:00 UTC−6 | El Salvador                           | 4 – 1 | Saint Kitts en Nevis | Estadio Cuscatlán, San Salvador Toeschouwers: 9.830 Scheidsrechter: Oscar Davilla |
| 16 juni 2015 19:00 UTC−6 | Cerén 4' Bonilla 55', 81' Alvarez 63' |       | 80' Harris           | Estadio Cuscatlán, San Salvador Toeschouwers: 9.830 Scheidsrechter: Oscar Davilla |

#### Wedstrijd 9
|                          |              |       |      |                                                                                    |
| 10 juni 2015 20:00 UTC−4 | Curaçao      | 0 – 0 | Cuba | Ergilio Hatostadion, Willemstad Toeschouwers: 15.000 Scheidsrechter: Oscar Moncada |
| 10 juni 2015 20:00 UTC−4 | G. Maria 87' |       |      | Ergilio Hatostadion, Willemstad Toeschouwers: 15.000 Scheidsrechter: Oscar Moncada |

|                          |                          |       |              |                                                                                |
| 14 juni 2015 16:00 UTC−4 | Cuba                     | 1 – 1 | Curaçao      | Estadio Pedro Marrero, Havana Toeschouwers: 2.500 Scheidsrechter: Jafeth Perea |
| 14 juni 2015 16:00 UTC−4 | Márquez 5' Sánchez 45+2' |       | 16' Merencia | Estadio Pedro Marrero, Havana Toeschouwers: 2.500 Scheidsrechter: Jafeth Perea |

#### Wedstrijd 10
|                         |               |         |          |                                                                             |
| 7 juni 2015 18:00 UTC−6 | Nicaragua     | 1 – 0   | Suriname | Estadio Nacional, Managua Toeschouwers: 8.010 Scheidsrechter: Javier Santos |
| 7 juni 2015 18:00 UTC−6 | Chavarría 45' | details |          | Estadio Nacional, Managua Toeschouwers: 8.010 Scheidsrechter: Javier Santos |

|                          |                     |       |                                     |                                                                                     |
| 16 juni 2015 16:30 UTC−3 | Suriname            | 1 – 3 | Nicaragua                           | André Kamperveenstadion, Paramaribo Toeschouwers: 3.500 Scheidsrechter: Leon Clarke |
| 16 juni 2015 16:30 UTC−3 | Fer 3' Fer 85', 89' |       | 26' Leguías 50' Rosas 90' Chavarría | André Kamperveenstadion, Paramaribo Toeschouwers: 3.500 Scheidsrechter: Leon Clarke |

## Derde ronde
In de derde ronde speelden de winnaars van de tweede ronde opnieuw tegen elkaar, met dezelfde procedure als in de eerste en tweede ronde. De wedstrijden werden gespeeld van 31 augustus tot en met 8 september 2015. De loting voor deze ronde vond plaats op 25 juli in Sint-Petersburg in het gastland Rusland. Op basis van de positie op de FIFA-wereldranglijst bevonden Jamaica en Haïti, die instroomden in de derde ronde, zich in pot één; de overige deelnemers aan de ronde werden op basis van hun ranglijstpositie over de potten verdeeld.

### Wedstrijden
Wedstrijden in de derde ronde vonden plaats van 1 augustus tot 8 september 2015. 
| Team 1                         | Agg.  | Team 2      | 1e wedstrijd | 2e wedstrijd |
| ------------------------------ | ----- | ----------- | ------------ | ------------ |
| Curaçao                        | 0 – 2 | El Salvador | 0 – 1        | 0 – 1        |
| Canada                         | 4 – 1 | Belize      | 3 – 0        | 1 – 1        |
| Grenada                        | 1 – 6 | Haïti       | 1 – 3        | 0 – 3        |
| Jamaica                        | 4 – 3 | Nicaragua   | 2 – 3        | 2 – 0        |
| Saint Vincent en de Grenadines | 3 – 2 | Aruba       | 2 – 0        | 1 – 2        |
| Antigua en Barbuda             | 1 – 2 | Guatemala   | 1 – 0        | 0 – 2        |

#### Wedstrijd 1
|                              |         |           |             |                                                                                     |
| 4 september 2015 19:05 UTC−4 | Curaçao | 0 – 1     | El Salvador | Ergilio Hatostadion, Willemstad Toeschouwers: 6.000 Scheidsrechter: Valdin Legister |
| 4 september 2015 19:05 UTC−4 |         | 12' Larín |             | Ergilio Hatostadion, Willemstad Toeschouwers: 6.000 Scheidsrechter: Valdin Legister |

|                              |             |       |         |                                                                                      |
| 8 september 2015 19:35 UTC−6 | El Salvador | 1 – 0 | Curaçao | Estadio Cuscatlán, San Salvador Toeschouwers: 27.884 Scheidsrechter: Ricardo Montero |
| 8 september 2015 19:35 UTC−6 | Barrios 9'  |       |         | Estadio Cuscatlán, San Salvador Toeschouwers: 27.884 Scheidsrechter: Ricardo Montero |

#### Wedstrijd 2
|                              |                                  |       |        |                                                                    |
| 4 september 2015 19:37 UTC−4 | Canada                           | 3 – 0 | Belize | BMO Field, Toronto Toeschouwers: 10.400 Scheidsrechter: John Pitti |
| 4 september 2015 19:37 UTC−4 | Ricketts 25', 65' Hutchinson 90' |       |        | BMO Field, Toronto Toeschouwers: 10.400 Scheidsrechter: John Pitti |

|                              |              |       |             |                                                                         |
| 8 september 2015 19:00 UTC−6 | Belize       | 1 – 1 | Canada      | FFB Stadium, Belmopan Toeschouwers: 2.500 Scheidsrechter: Javier Santos |
| 8 september 2015 19:00 UTC−6 | McCaulay 26' |       | 45' Johnson | FFB Stadium, Belmopan Toeschouwers: 2.500 Scheidsrechter: Javier Santos |

#### Wedstrijd 3
|                              |                    |       |                                  |                                                                                   |
| 4 september 2015 16:21 UTC−4 | Grenada            | 1 – 3 | Haïti                            | Queen's Park, Saint George's Toeschouwers: 5.100 Scheidsrechter: Héctor Rodríguez |
| 4 september 2015 16:21 UTC−4 | Straker 33' (pen.) |       | 27' Maurice 38' Jérôme 56' Nazon | Queen's Park, Saint George's Toeschouwers: 5.100 Scheidsrechter: Héctor Rodríguez |

|                              |                                    |       |         |                                                                                       |
| 8 september 2015 19:00 UTC−4 | Haïti                              | 3 – 0 | Grenada | Sylvio Catorstadion, Port-au-Prince Toeschouwers: 13.764 Scheidsrechter: David Gantar |
| 8 september 2015 19:00 UTC−4 | Guerrier 26' Nazon 38' Belfort 50' |       |         | Sylvio Catorstadion, Port-au-Prince Toeschouwers: 13.764 Scheidsrechter: David Gantar |

#### Wedstrijd 4
|                              |                           |       |                                          |                                                                            |
| 4 september 2015 20:00 UTC−5 | Jamaica                   | 2 – 3 | Nicaragua                                | Indepence Park, Kingston Toeschouwers: 18.300 Scheidsrechter: Marlon Mejía |
| 4 september 2015 20:00 UTC−5 | Mattocks 69' Mariappa 78' |       | 5' (pen.) Rosas 8' Chavarría 48' Galeano | Indepence Park, Kingston Toeschouwers: 18.300 Scheidsrechter: Marlon Mejía |

|                              |           |                          |         |                                                                                            |
| 8 september 2015 19:30 UTC−6 | Nicaragua | 0 – 2                    | Jamaica | Dennis Martínez National Stadium, Managua Toeschouwers: 18.000 Scheidsrechter: Oscar Reyna |
| 8 september 2015 19:30 UTC−6 |           | 13' Mattocks 89' Dawkins |         | Dennis Martínez National Stadium, Managua Toeschouwers: 18.000 Scheidsrechter: Oscar Reyna |

#### Wedstrijd 5
|                              |                                |       |       |                                                                                  |
| 4 september 2015 15:30 UTC−4 | Saint Vincent en de Grenadines | 2 – 0 | Aruba | Arnos Vale Stadium, Kingstown Toeschouwers: 4.100 Scheidsrechter: Rodphin Harris |
| 4 september 2015 15:30 UTC−4 | Slater 51' Anderson 90' (pen.) |       |       | Arnos Vale Stadium, Kingstown Toeschouwers: 4.100 Scheidsrechter: Rodphin Harris |

|                              |               |       |                                |                                                                                      |
| 8 september 2015 20:00 UTC−4 | Aruba         | 2 – 1 | Saint Vincent en de Grenadines | Trinidad Stadion, Oranjestad Toeschouwers: 950 Scheidsrechter: José Alfredo Peñaloza |
| 8 september 2015 20:00 UTC−4 | Danso 4', 50' |       | 84' Slater                     | Trinidad Stadion, Oranjestad Toeschouwers: 950 Scheidsrechter: José Alfredo Peñaloza |

#### Wedstrijd 6
|                              |                    |       |           |                                                                                             |
| 4 september 2015 20:06 UTC−6 | Antigua en Barbuda | 1 – 0 | Guatemala | Sir Vivian Richards Stadium, Antigua Toeschouwers: 7.005 Scheidsrechter: Armando Villarreal |
| 4 september 2015 20:06 UTC−6 | Weston 72' (pen.)  |       |           | Sir Vivian Richards Stadium, Antigua Toeschouwers: 7.005 Scheidsrechter: Armando Villarreal |

|                              |                    |       |                    |                                                                                                |
| 8 september 2015 20:05 UTC−4 | Guatemala          | 2 – 0 | Antigua en Barbuda | Estadio Mateo Flores, Guatemala-Stad Toeschouwers: 5.206 Scheidsrechter: Roberto García Orozco |
| 8 september 2015 20:05 UTC−4 | Ruiz 61' López 75' |       |                    | Estadio Mateo Flores, Guatemala-Stad Toeschouwers: 5.206 Scheidsrechter: Roberto García Orozco |

## Vierde ronde
In de vierde ronde worden  Costa Rica,  Mexico,  Verenigde Staten,  Honduras,  Panama en  Trinidad en Tobago toegevoegd bij de landen die de derde ronde hebben overleefd. De loting voor de vierde ronde vond plaats op 25 juli in Sint-Petersburg in het gastland Rusland. De landen werden verdeeld in drie groepen van vier landen, die een volledige competitie met heen- en terugwedstrijden zullen spelen tegen elkaar. De eerste twee van elke groep gaan verder naar de vijfde ronde.

### Groep A
| Stand \| Pos. \| Land \| GW \| W \| G \| V \| DV \| DT \| DS \| Ptn \| \| ---- \| ----------- \| -- \| - \| - \| - \| -- \| -- \| --- \| --- \| \| 1 \| Mexico \| 6 \| 5 \| 1 \| 0 \| 13 \| 1 \| +12 \| 16 \| \| 2 \| Honduras \| 6 \| 2 \| 2 \| 2 \| 6 \| 6 \| 0 \| 8 \| \| 3 \| Canada \| 6 \| 2 \| 1 \| 3 \| 5 \| 8 \| −3 \| 7 \| \| 4 \| El Salvador \| 6 \| 0 \| 2 \| 4 \| 4 \| 13 \| −9 \| 2 \| |             |    |   |   |   |    |    |     |     |
| Pos. | Land        | GW | W | G | V | DV | DT | DS  | Ptn |
| 1 | Mexico      | 6  | 5 | 1 | 0 | 13 | 1  | +12 | 16  |
| 2 | Honduras    | 6  | 2 | 2 | 2 | 6  | 6  | 0   | 8   |
| 3 | Canada      | 6  | 2 | 1 | 3 | 5  | 8  | −3  | 7   |
| 4 | El Salvador | 6  | 0 | 2 | 4 | 4  | 13 | −9  | 2   |

#### Wedstrijden
|                              |                                  |       |             |                                                                                           |
| 13 november 2015 20:00 UTC−6 | Mexico                           | 3 − 0 | El Salvador | Aztekenstadion, Mexico-Stad Toeschouwers: 35.000 Scheidsrechter: Walter López Castellanos |
| 13 november 2015 20:00 UTC−6 | Guardado 7' Herrera 42' Vela 64' |       |             | Aztekenstadion, Mexico-Stad Toeschouwers: 35.000 Scheidsrechter: Walter López Castellanos |

|                              |           |       |          |                                                                                 |
| 13 november 2015 19:07 UTC−8 | Canada    | 1 − 0 | Honduras | BC Place Stadium, Vancouver Toeschouwers: 20.108 Scheidsrechter: Kevin Morrison |
| 13 november 2015 19:07 UTC−8 | Larin 38' |       |          | BC Place Stadium, Vancouver Toeschouwers: 20.108 Scheidsrechter: Kevin Morrison |

|                              |          |                     |        |                                                                                                |
| 17 november 2015 15:00 UTC−6 | Honduras | 0 − 2               | Mexico | Estadio Olímpico Metropolitano, San Pedro Sula Toeschouwers: 30.000 Scheidsrechter: John Pitti |
| 17 november 2015 15:00 UTC−6 |          | 67' Corona 72' Damm |        | Estadio Olímpico Metropolitano, San Pedro Sula Toeschouwers: 30.000 Scheidsrechter: John Pitti |

|                              |             |       |        |                                                                                  |
| 17 november 2015 19:30 UTC−6 | El Salvador | 0 − 0 | Canada | Estadio Cuscatlán, San Salvador Toeschouwers: 10.000 Scheidsrechter: Mark Geiger |
| 17 november 2015 19:30 UTC−6 |             |       |        | Estadio Cuscatlán, San Salvador Toeschouwers: 10.000 Scheidsrechter: Mark Geiger |

|                           |                        |       |                     |                                                                                    |
| 25 maart 2016 19:06 UTC−6 | El Salvador            | 2 − 2 | Honduras            | Estadio Cuscatlán, San Salvador Toeschouwers: 15.000 Scheidsrechter: Javier Santos |
| 25 maart 2016 19:06 UTC−6 | Punyed 47' Bonilla 88' |       | 19' Elis 59' Lozano | Estadio Cuscatlán, San Salvador Toeschouwers: 15.000 Scheidsrechter: Javier Santos |

|                           |        |                                     |        |                                                                               |
| 25 maart 2016 19:08 UTC−7 | Canada | 0 − 3                               | Mexico | BC Place Stadium, Vancouver Toeschouwers: 54.798 Scheidsrechter: Kimbell Ward |
| 25 maart 2016 19:08 UTC−7 |        | 32' Hernández 40' Lozano 72' Corona |        | BC Place Stadium, Vancouver Toeschouwers: 54.798 Scheidsrechter: Kimbell Ward |

|                           |                         |       |             | |
| 29 maart 2016 19:06 UTC−6 | Honduras                | 2 − 0 | El Salvador | Estadio Olímpico Metropolitano, San Pedro Sula Toeschouwers: 38.000 Scheidsrechter: Ricardo Montero |
| 29 maart 2016 19:06 UTC−6 | García 52' Quioto 90+4' |       |             | Estadio Olímpico Metropolitano, San Pedro Sula Toeschouwers: 38.000 Scheidsrechter: Ricardo Montero |

|                           |                                  |       |        |                                                                                 |
| 29 maart 2016 20:30 UTC−6 | Mexico                           | 2 − 0 | Canada | Aztekenstadion, Mexico-Stad Toeschouwers: 64.430 Scheidsrechter: Yadel Martínez |
| 29 maart 2016 20:30 UTC−6 | Guardado 17' (pen.) Corona 45+3' |       |        | Aztekenstadion, Mexico-Stad Toeschouwers: 64.430 Scheidsrechter: Yadel Martínez |

|                              |                           |       |           | |
| 2 september 2016 15:06 UTC−6 | Honduras                  | 2 − 1 | Canada    | Estadio Olímpico Metropolitano, San Pedro Sula Toeschouwers: 38.000 Scheidsrechter: Yadel Martínez |
| 2 september 2016 15:06 UTC−6 | Martínez 45+2' Quioto 50' |       | 35' James | Estadio Olímpico Metropolitano, San Pedro Sula Toeschouwers: 38.000 Scheidsrechter: Yadel Martínez |

|                              |                  |       |                                             |                                                                                         |
| 2 september 2016 20:06 UTC−6 | El Salvador      | 1 − 3 | Mexico                                      | Estadio Cuscatlán, San Salvador Toeschouwers: 24.500 Scheidsrechter: Armando Villarreal |
| 2 september 2016 20:06 UTC−6 | Larín 24' (pen.) |       | 52' Moreno 58' Sepúlveda 73' (pen.) Jiménez | Estadio Cuscatlán, San Salvador Toeschouwers: 24.500 Scheidsrechter: Armando Villarreal |

|                              |        |       |          |                                                                              |
| 6 september 2016 21:00 UTC−5 | Mexico | 0 − 0 | Honduras | Aztekenstadion, Mexico-Stad Toeschouwers: 41.008 Scheidsrechter: Mark Geiger |
| 6 september 2016 21:00 UTC−5 |        |       |          | Aztekenstadion, Mexico-Stad Toeschouwers: 41.008 Scheidsrechter: Mark Geiger |

|                              |                                      |       |             |                                                                                  |
| 6 september 2016 19:39 UTC−7 | Canada                               | 3 − 1 | El Salvador | BC Place Stadium, Vancouver Toeschouwers: 20.726 Scheidsrechter: Valdin Legister |
| 6 september 2016 19:39 UTC−7 | Larin 11' Ledgerwood 53' Edgar 90+2' |       | 78' Bonilla | BC Place Stadium, Vancouver Toeschouwers: 20.726 Scheidsrechter: Valdin Legister |

### Groep B
| Stand \| Pos. \| Land \| GW \| W \| G \| V \| DV \| DT \| DS \| Ptn \| \| ---- \| ---------- \| -- \| - \| - \| - \| -- \| -- \| -- \| --- \| \| 1 \| Costa Rica \| 6 \| 5 \| 1 \| 0 \| 11 \| 3 \| +8 \| 16 \| \| 2 \| Panama \| 6 \| 3 \| 1 \| 2 \| 7 \| 5 \| +2 \| 10 \| \| 3 \| Haïti \| 6 \| 1 \| 1 \| 4 \| 2 \| 4 \| −2 \| 4 \| \| 4 \| Jamaica \| 6 \| 1 \| 1 \| 4 \| 2 \| 10 \| −8 \| 4 \| |            |    |   |   |   |    |    |    |     |
| Pos. | Land       | GW | W | G | V | DV | DT | DS | Ptn |
| 1 | Costa Rica | 6  | 5 | 1 | 0 | 11 | 3  | +8 | 16  |
| 2 | Panama     | 6  | 3 | 1 | 2 | 7  | 5  | +2 | 10  |
| 3 | Haïti      | 6  | 1 | 1 | 4 | 2  | 4  | −2 | 4   |
| 4 | Jamaica    | 6  | 1 | 1 | 4 | 2  | 10 | −8 | 4   |

#### Wedstrijden
|                              |            |       |       |                                                                                |
| 13 november 2015 20:00 UTC−6 | Costa Rica | 1 − 0 | Haïti | Estadio Nacional, San José Toeschouwers: 35.000 Scheidsrechter: Yadel Martínez |
| 13 november 2015 20:00 UTC−6 | Gamboa 29' |       |       | Estadio Nacional, San José Toeschouwers: 35.000 Scheidsrechter: Yadel Martínez |

|                              |         |                              |        |                                                                                        |
| 13 november 2015 21:00 UTC−5 | Jamaica | 0 − 2                        | Panama | Independence Park, Kingston Toeschouwers: 18.000 Scheidsrechter: Roberto García Orozco |
| 13 november 2015 21:00 UTC−5 |         | 43' Cooper 52' (e.d.) Morgan |        | Independence Park, Kingston Toeschouwers: 18.000 Scheidsrechter: Roberto García Orozco |

|                              |       |               |         |                                                                                        |
| 17 november 2015 19:00 UTC−4 | Haïti | 0 − 1         | Jamaica | Sylvio Catorstadion, Port-au-Prince Toeschouwers: 12.000 Scheidsrechter: Javier Santos |
| 17 november 2015 19:00 UTC−4 |       | 62' Donaldson |         | Sylvio Catorstadion, Port-au-Prince Toeschouwers: 12.000 Scheidsrechter: Javier Santos |

|                              |            |       |                    |                                                                                         |
| 17 november 2015 20:30 UTC−5 | Panama     | 1 − 2 | Costa Rica         | Estadio Rommel Fernández, Panama-Stad Toeschouwers: 26.607 Scheidsrechter: Joel Aguilar |
| 17 november 2015 20:30 UTC−5 | Tejada 71' |       | 66' Ruiz 69' Ureña | Estadio Rommel Fernández, Panama-Stad Toeschouwers: 26.607 Scheidsrechter: Joel Aguilar |

|                           |            |       |            |                                                                               |
| 25 maart 2016 19:00 UTC−5 | Jamaica    | 1 − 1 | Costa Rica | Independence Park, Kingston Toeschouwers: 35.062 Scheidsrechter: Jair Marrufo |
| 25 maart 2016 19:00 UTC−5 | Watson 16' |       | 67' Acosta | Independence Park, Kingston Toeschouwers: 35.062 Scheidsrechter: Jair Marrufo |

|                           |       |       |        |                                                                                      |
| 25 maart 2016 19:00 UTC−5 | Haïti | 0 − 0 | Panama | Sylvio Catorstadion, Port-au-Prince Toeschouwers: 13.082 Scheidsrechter: Oscar Reyna |
| 25 maart 2016 19:00 UTC−5 |       |       |        | Sylvio Catorstadion, Port-au-Prince Toeschouwers: 13.082 Scheidsrechter: Oscar Reyna |

|                           |           |       |       |                                                                                          |
| 29 maart 2016 20:30 UTC−5 | Panama    | 1 − 0 | Haïti | Estadio Rommel Fernández, Panama-Stad Toeschouwers: 13.082 Scheidsrechter: Óscar Moncada |
| 29 maart 2016 20:30 UTC−5 | Baloy 81' |       |       | Estadio Rommel Fernández, Panama-Stad Toeschouwers: 13.082 Scheidsrechter: Óscar Moncada |

|                           |                                |       |         |                                                                              |
| 29 maart 2016 20:00 UTC−6 | Costa Rica                     | 3 − 0 | Jamaica | Estadio Nacional, San José Toeschouwers: 35.062 Scheidsrechter: Drew Fischer |
| 29 maart 2016 20:00 UTC−6 | Borges 7' Ruiz 37' Venegas 76' |       |         | Estadio Nacional, San José Toeschouwers: 35.062 Scheidsrechter: Drew Fischer |

|                              |       |              |            |                                                                                      |
| 2 september 2016 19:00 UTC−4 | Haïti | 0 − 1        | Costa Rica | Sylvio Catorstadion, Port-au-Prince Toeschouwers: 3.200 Scheidsrechter: Marlon Mejía |
| 2 september 2016 19:00 UTC−4 |       | 71' Azofeifa |            | Sylvio Catorstadion, Port-au-Prince Toeschouwers: 3.200 Scheidsrechter: Marlon Mejía |

|                              |                         |       |         |                                                                                         |
| 2 september 2016 20:30 UTC−5 | Panama                  | 2 − 0 | Jamaica | Estadio Rommel Fernández, Panama-Stad Toeschouwers: 19.717 Scheidsrechter: Joel Aguilar |
| 2 september 2016 20:30 UTC−5 | Torres 28' Arroyo 90+2' |       |         | Estadio Rommel Fernández, Panama-Stad Toeschouwers: 19.717 Scheidsrechter: Joel Aguilar |

|                              |         |                        |       |                                                                               |
| 6 september 2016 20:00 UTC−5 | Jamaica | 0 − 2                  | Haïti | Independence Park, Kingston Toeschouwers: 3.500 Scheidsrechter: Adrian Skeete |
| 6 september 2016 20:00 UTC−5 |         | 68' Lafrance 88' Nazon |       | Independence Park, Kingston Toeschouwers: 3.500 Scheidsrechter: Adrian Skeete |

|                              |                                |       |                   |                                                                                       |
| 6 september 2016 20:06 UTC−6 | Costa Rica                     | 3 − 1 | Panama            | Estadio Nacional, San José Toeschouwers: 34.219 Scheidsrechter: Roberto García Orozco |
| 6 september 2016 20:06 UTC−6 | Bolaños 19', 79' Matarrita 84' |       | 90' (pen.) Tejada | Estadio Nacional, San José Toeschouwers: 34.219 Scheidsrechter: Roberto García Orozco |

### Groep C
| Stand \| Pos. \| Land \| GW \| W \| G \| V \| DV \| DT \| DS \| Ptn \| \| ---- \| ------------------------------ \| -- \| - \| - \| - \| -- \| -- \| --- \| --- \| \| 1 \| Verenigde Staten \| 6 \| 4 \| 1 \| 1 \| 20 \| 3 \| +17 \| 13 \| \| 2 \| Trinidad en Tobago \| 6 \| 3 \| 2 \| 1 \| 13 \| 9 \| +4 \| 11 \| \| 3 \| Guatemala \| 6 \| 3 \| 1 \| 2 \| 18 \| 11 \| +7 \| 10 \| \| 4 \| Saint Vincent en de Grenadines \| 6 \| 0 \| 0 \| 6 \| 6 \| 34 \| −28 \| 0 \| |                                |    |   |   |   |    |    |     |     |
| Pos. | Land                           | GW | W | G | V | DV | DT | DS  | Ptn |
| 1 | Verenigde Staten               | 6  | 4 | 1 | 1 | 20 | 3  | +17 | 13  |
| 2 | Trinidad en Tobago             | 6  | 3 | 2 | 1 | 13 | 9  | +4  | 11  |
| 3 | Guatemala                      | 6  | 3 | 1 | 2 | 18 | 11 | +7  | 10  |
| 4 | Saint Vincent en de Grenadines | 6  | 0 | 0 | 6 | 6  | 34 | −28 | 0   |

#### Wedstrijden
|                              |                                                               |       |                                |                                                                               |
| 13 november 2015 18:10 UTC−6 | Verenigde Staten                                              | 6 − 1 | Saint Vincent en de Grenadines | Busch Stadium, Saint Louis Toeschouwers: 43.433 Scheidsrechter: Jeffrey Solis |
| 13 november 2015 18:10 UTC−6 | Wood 11' Johnson 29' Altidore 31', 74' Cameron 51' Zardes 58' |       | 5' Anderson                    | Busch Stadium, Saint Louis Toeschouwers: 43.433 Scheidsrechter: Jeffrey Solis |

|                              |           |       |                      |                                                                                            |
| 13 november 2015 19:06 UTC−6 | Guatemala | 1 − 2 | Trinidad en Tobago   | Estadio Mateo Flores, Guatemala-Stad Toeschouwers: 18.313 Scheidsrechter: Mathieu Bourdeau |
| 13 november 2015 19:06 UTC−6 | Mejía 90' |       | 67' Hyland 80' Jones | Estadio Mateo Flores, Guatemala-Stad Toeschouwers: 18.313 Scheidsrechter: Mathieu Bourdeau |

|                              |                                |                                                   |           |                                                                                |
| 17 november 2015 15:30 UTC−4 | Saint Vincent en de Grenadines | 0 − 4                                             | Guatemala | Arnos Vale Stadium, Kingstown Toeschouwers: 3.500 Scheidsrechter: Drew Fischer |
| 17 november 2015 15:30 UTC−4 |                                | 23' Cincotta 32' M. López 48' D. López 81' Tinoco |           | Arnos Vale Stadium, Kingstown Toeschouwers: 3.500 Scheidsrechter: Drew Fischer |

|                              |                    |       |                  | |
| 17 november 2015 19:00 UTC−4 | Trinidad en Tobago | 0 − 0 | Verenigde Staten | Hasely Crawford Stadium, Port of Spain Toeschouwers: 22.809 Scheidsrechter: César Ramos Palazuelos |
| 17 november 2015 19:00 UTC−4 |                    |       |                  | Hasely Crawford Stadium, Port of Spain Toeschouwers: 22.809 Scheidsrechter: César Ramos Palazuelos |

|                           |                                    |       |                                 |                                                                               |
| 25 maart 2016 15:30 UTC−4 | Saint Vincent en de Grenadines     | 2 − 3 | Trinidad en Tobago              | Arnos Vale Stadium, Kingstown Toeschouwers: 3.000 Scheidsrechter: José Kellys |
| 25 maart 2016 15:30 UTC−4 | M. Samuel 45' (pen.) S. Samuel 77' |       | 58' J. Jones 71', 82' L. Garcia | Arnos Vale Stadium, Kingstown Toeschouwers: 3.000 Scheidsrechter: José Kellys |

|                           |                        |       |                  |                                                                                        |
| 25 maart 2016 20:06 UTC−6 | Guatemala              | 2 − 0 | Verenigde Staten | Estadio Mateo Flores, Guatemala-Stad Toeschouwers: 18.313 Scheidsrechter: Jafeth Parea |
| 25 maart 2016 20:06 UTC−6 | Morales 7' C. Ruiz 15' |       |                  | Estadio Mateo Flores, Guatemala-Stad Toeschouwers: 18.313 Scheidsrechter: Jafeth Parea |

|                           |                                                                 |       |                                | |
| 29 maart 2016 19:00 UTC−4 | Trinidad en Tobago                                              | 6 − 0 | Saint Vincent en de Grenadines | Hasely Crawford Stadium, Port of Spain Toeschouwers: 10.800 Scheidsrechter: Arenoso Vásquez Vargas |
| 29 maart 2016 19:00 UTC−4 | Bateau 36' J. Jones 49' K. Jones 60' Molino 66' Caesar 86', 89' |       |                                | Hasely Crawford Stadium, Port of Spain Toeschouwers: 10.800 Scheidsrechter: Arenoso Vásquez Vargas |

|                           |                                               |       |           |                                                                               |
| 29 maart 2016 19:25 UTC−4 | Verenigde Staten                              | 4 − 0 | Guatemala | Mapfre Stadium, Columbus Toeschouwers: 20.654 Scheidsrechter: Valdin Legister |
| 29 maart 2016 19:25 UTC−4 | Dempsey 12' Cameron 35' Zusi 46' Altidore 89' |       |           | Mapfre Stadium, Columbus Toeschouwers: 20.654 Scheidsrechter: Valdin Legister |

|                              |                                |                                                                         |                  |                                                                                    |
| 2 september 2016 15:30 UTC−4 | Saint Vincent en de Grenadines | 0 − 6                                                                   | Verenigde Staten | Arnos Vale Stadium, Kingstown Toeschouwers: 6.200 Scheidsrechter: Mathieu Bourdeau |
| 2 september 2016 15:30 UTC−4 |                                | 28' Wood 32' Besler 43' (pen.) Altidore 71', 90+2' Pulisic 78' Kljestan |                  | Arnos Vale Stadium, Kingstown Toeschouwers: 6.200 Scheidsrechter: Mathieu Bourdeau |

|                              |                     |       |               |                                                                                        |
| 2 september 2016 19:00 UTC−4 | Trinidad en Tobago  | 2 − 2 | Guatemala     | Hasely Crawford Stadium, Port of Spain Toeschouwers: 20.147 Scheidsrechter: John Pitti |
| 2 september 2016 19:00 UTC−4 | J. Jones 45+1', 62' |       | 36', 87' Ruiz | Hasely Crawford Stadium, Port of Spain Toeschouwers: 20.147 Scheidsrechter: John Pitti |

|                              |                                            |       |                    |                                                                                   |
| 6 september 2016 20:15 UTC−4 | Verenigde Staten                           | 4 − 0 | Trinidad en Tobago | EverBank Field, Jacksonville Toeschouwers: 19.410 Scheidsrechter: Ricardo Montero |
| 6 september 2016 20:15 UTC−4 | Kljestan 44' Altidore 59', 63' Arriola 71' |       |                    | EverBank Field, Jacksonville Toeschouwers: 19.410 Scheidsrechter: Ricardo Montero |

|                              |                                                                             |       |                                  |                                                                                       |
| 6 september 2016 19:00 UTC−6 | Guatemala                                                                   | 9 − 3 | Saint Vincent en de Grenadines   | Estadio Mateo Flores, Guatemala-Stad Toeschouwers: 5.000 Scheidsrechter: Kimbell Ward |
| 6 september 2016 19:00 UTC−6 | Tinoco 13' Ruiz 20', 27', 36', 57', 59' Arreola 55' Morales 78' Márquez 83' |       | 10', 29' Anderson 90' McBurnette | Estadio Mateo Flores, Guatemala-Stad Toeschouwers: 5.000 Scheidsrechter: Kimbell Ward |

## Vijfde ronde
In de vijfde ronde spelen de groepswinnaars en de nummers twee uit de vierde ronde in één groep. De top drie van de groep plaatst zich voor het eindtoernooi. De nummer vier kwalificeert zich voor de intercontinentale play-off tegen de nummer vijf van de AFC-zone. Alle landen uit deze ronde zijn automatisch geplaatst voor de CONCACAF Gold Cup 2019.
| Geplaatst voor de WK-eindronde     |
| Intercontinentale play-off         |
| Uitgeschakeld voor de WK-eindronde |

| Stand \| Nr. \| Land \| GW \| W \| G \| V \| DV \| DT \| DS \| Ptn \| \| --- \| ------------------ \| -- \| - \| - \| - \| -- \| -- \| --- \| --- \| \| 1 \| Mexico \| 10 \| 6 \| 3 \| 1 \| 16 \| 7 \| +9 \| 21 \| \| 2 \| Costa Rica \| 10 \| 4 \| 4 \| 2 \| 14 \| 8 \| +6 \| 16 \| \| 3 \| Panama \| 10 \| 3 \| 4 \| 3 \| 9 \| 10 \| –1 \| 13 \| \| 4 \| Honduras \| 10 \| 3 \| 4 \| 3 \| 13 \| 19 \| −6 \| 13 \| \| 5 \| Verenigde Staten \| 10 \| 3 \| 3 \| 4 \| 17 \| 13 \| +4 \| 12 \| \| 6 \| Trinidad en Tobago \| 10 \| 2 \| 0 \| 8 \| 7 \| 19 \| −12 \| 6 \| |                    |    |   |   |   |    |    |     |     |
| Nr. | Land               | GW | W | G | V | DV | DT | DS  | Ptn |
| 1 | Mexico             | 10 | 6 | 3 | 1 | 16 | 7  | +9  | 21  |
| 2 | Costa Rica         | 10 | 4 | 4 | 2 | 14 | 8  | +6  | 16  |
| 3 | Panama             | 10 | 3 | 4 | 3 | 9  | 10 | –1  | 13  |
| 4 | Honduras           | 10 | 3 | 4 | 3 | 13 | 19 | −6  | 13  |
| 5 | Verenigde Staten   | 10 | 3 | 3 | 4 | 17 | 13 | +4  | 12  |
| 6 | Trinidad en Tobago | 10 | 2 | 0 | 8 | 7  | 19 | −12 | 6   |

#### Wedstrijden
|                                |          |             |        | |
| 11 november 2016 14:35 (UTC−6) | Honduras | 0 − 1       | Panama | Estadio Olímpico Metropolitano, San Pedro Sula Toeschouwers: 37.253 Scheidsrechter: Yadel Martínez |
| 11 november 2016 14:35 (UTC−6) |          | 22' Escobar |        | Estadio Olímpico Metropolitano, San Pedro Sula Toeschouwers: 37.253 Scheidsrechter: Yadel Martínez |

|                                |                    |                             |            |                                                                                           |
| 11 november 2016 19:00 (UTC−4) | Trinidad en Tobago | 0 − 2                       | Costa Rica | Hasely Crawford Stadium, Port of Spain Toeschouwers: 13.500 Scheidsrechter: Óscar Moncada |
| 11 november 2016 19:00 (UTC−4) |                    | 65' Bolaños 90+2' Matarrita |            | Hasely Crawford Stadium, Port of Spain Toeschouwers: 13.500 Scheidsrechter: Óscar Moncada |

|                                |                  |       |                                          |                                                                                        |
| 11 november 2016 20:01 (UTC−5) | Verenigde Staten | 1 − 2 | Mexico                                   | Mapfre Stadium, Columbus Toeschouwers: 24.650 Scheidsrechter: Walter López Castellanos |
| 11 november 2016 20:01 (UTC−5) | Wood 49'         |       | 20' Layún 89' Márquez 76', 90+3' Salcedo | Mapfre Stadium, Columbus Toeschouwers: 24.650 Scheidsrechter: Walter López Castellanos |

|                                |                                        |       |                    |                                                                                                  |
| 15 november 2016 16:05 (UTC−6) | Honduras                               | 3 − 1 | Trinidad en Tobago | Estadio Olímpico Metropolitano, San Pedro Sula Toeschouwers: 34.576 Scheidsrechter: Jair Marrufo |
| 15 november 2016 16:05 (UTC−6) | Quioto 16' Izaguirre 19' Hernández 80' |       | 51' Mitchell       | Estadio Olímpico Metropolitano, San Pedro Sula Toeschouwers: 34.576 Scheidsrechter: Jair Marrufo |

|                                |        |       |        |                                                                                            |
| 15 november 2016 21:05 (UTC−5) | Panama | 0 − 0 | Mexico | Estadio Rommel Fernández, Panama-Stad Toeschouwers: 26.500 Scheidsrechter: Ricardo Montero |
| 15 november 2016 21:05 (UTC−5) |        |       |        | Estadio Rommel Fernández, Panama-Stad Toeschouwers: 26.500 Scheidsrechter: Ricardo Montero |

|                                |                                           |       |                  |                                                                                        |
| 15 november 2016 20:00 (UTC−6) | Costa Rica                                | 4 − 0 | Verenigde Staten | Estadio Nacional, San José Toeschouwers: 35.400 Scheidsrechter: César Ramos Palazuelos |
| 15 november 2016 20:00 (UTC−6) | Venegas 43' Bolaños 69' Campbell 74', 77' |       |                  | Estadio Nacional, San José Toeschouwers: 35.400 Scheidsrechter: César Ramos Palazuelos |

|                             |                    |       |        |                                                                                              |
| 24 maart 2017 19:00 (UTC−4) | Trinidad en Tobago | 1 − 0 | Panama | Hasely Crawford Stadium, Port of Spain Toeschouwers: 13.177 Scheidsrechter: Melvin Matamoros |
| 24 maart 2017 19:00 (UTC−4) | Molino 37'         |       |        | Hasely Crawford Stadium, Port of Spain Toeschouwers: 13.177 Scheidsrechter: Melvin Matamoros |

|                             |                         |       |            |                                                                             |
| 24 maart 2017 19:50 (UTC−6) | Mexico                  | 2 − 0 | Costa Rica | Aztekenstadion, Mexico-Stad Toeschouwers: 87.366 Scheidsrechter: John Pitti |
| 24 maart 2017 19:50 (UTC−6) | Hernández 7' Araujo 45' |       |            | Aztekenstadion, Mexico-Stad Toeschouwers: 87.366 Scheidsrechter: John Pitti |

|                             |                                                          |       |          |                                                                                       |
| 24 maart 2017 19:50 (UTC−7) | Verenigde Staten                                         | 6 − 0 | Honduras | Avaya Stadium, San Jose Toeschouwers: 17.729 Scheidsrechter: Walter López Castellanos |
| 24 maart 2017 19:50 (UTC−7) | Lletget 5' Bradley 27' Dempsey 32', 49', 54' Pulisic 46' |       |          | Avaya Stadium, San Jose Toeschouwers: 17.729 Scheidsrechter: Walter López Castellanos |

|                             |            |       |            |                                                                                             |
| 28 maart 2017 15:00 (UTC−6) | Honduras   | 1 − 1 | Costa Rica | Estadio Francisco Morazán, San Pedro Sula Toeschouwers: 17.000 Scheidsrechter: Joel Aguilar |
| 28 maart 2017 15:00 (UTC−6) | Lozano 35' |       | 68' Waston | Estadio Francisco Morazán, San Pedro Sula Toeschouwers: 17.000 Scheidsrechter: Joel Aguilar |

|                             |                    |              |        |                                                                                             |
| 28 maart 2017 19:00 (UTC−4) | Trinidad en Tobago | 0 − 1        | Mexico | Hasely Crawford Stadium, Port of Spain Toeschouwers: 14.820 Scheidsrechter: Valdin Legister |
| 28 maart 2017 19:00 (UTC−4) |                    | 58' D. Reyes |        | Hasely Crawford Stadium, Port of Spain Toeschouwers: 14.820 Scheidsrechter: Valdin Legister |

|                             |                   |       |                  |                                                                                                  |
| 28 maart 2017 21:05 (UTC−5) | Panama            | 1 − 1 | Verenigde Staten | Estadio Rommel Fernández, Panama-Stad Toeschouwers: 23.052 Scheidsrechter: Roberto García Orozco |
| 28 maart 2017 21:05 (UTC−5) | Enrique Gómez 44' |       | 40' Dempsey      | Estadio Rommel Fernández, Panama-Stad Toeschouwers: 23.052 Scheidsrechter: Roberto García Orozco |

|                           |                  |       |                    |                                                                                              |
| 8 juni 2017 18:00 (UTC−6) | Verenigde Staten | 2 − 0 | Trinidad en Tobago | Dick's Sporting Goods Park, Commerce City Toeschouwers: 19.188 Scheidsrechter: Óscar Moncada |
| 8 juni 2017 18:00 (UTC−6) | Pulisic 52', 62' |       |                    | Dick's Sporting Goods Park, Commerce City Toeschouwers: 19.188 Scheidsrechter: Óscar Moncada |

|                           |            |       |        |                                                                              |
| 8 juni 2017 20:00 (UTC−6) | Costa Rica | 0 − 0 | Panama | Estadio Nacional, San José Toeschouwers: 35.040 Scheidsrechter: Jair Marrufo |
| 8 juni 2017 20:00 (UTC−6) |            |       |        | Estadio Nacional, San José Toeschouwers: 35.040 Scheidsrechter: Jair Marrufo |

|                           |                                   |       |          |                                                                               |
| 8 juni 2017 21:00 (UTC−6) | Mexico                            | 3 − 0 | Honduras | Aztekenstadion, Mexico-Stad Toeschouwers: 38.565 Scheidsrechter: Drew Fischer |
| 8 juni 2017 21:00 (UTC−6) | Alanís 35' Lozano 63' Jiménez 66' |       |          | Aztekenstadion, Mexico-Stad Toeschouwers: 38.565 Scheidsrechter: Drew Fischer |

|                            |          |       |                  |                                                                               |
| 11 juni 2017 19:30 (UTC−5) | Mexico   | 1 − 1 | Verenigde Staten | Aztekenstadion, Mexico-Stad Toeschouwers: 71.537 Scheidsrechter: Joel Aguilar |
| 11 juni 2017 19:30 (UTC−5) | Vela 23' |       | 6' Bradley       | Aztekenstadion, Mexico-Stad Toeschouwers: 71.537 Scheidsrechter: Joel Aguilar |

|                            |                         |       |                    |                                                                                                  |
| 13 juni 2017 20:35 (UTC−5) | Panama                  | 2 − 2 | Honduras           | Estadio Rommel Fernández, Panama-Stad Toeschouwers: 24.877 Scheidsrechter: Roberto García Orozco |
| 13 juni 2017 20:35 (UTC−5) | Pérez 41' R. Torres 90' |       | 5' Quioto 66' Elis | Estadio Rommel Fernández, Panama-Stad Toeschouwers: 24.877 Scheidsrechter: Roberto García Orozco |

|                            |                   |       |                    |                                                                                |
| 13 juni 2017 20:00 (UTC−6) | Costa Rica        | 2 − 1 | Trinidad en Tobago | Estadio Nacional, San José Toeschouwers: 33.246 Scheidsrechter: Yadel Martínez |
| 13 juni 2017 20:00 (UTC−6) | Calvo 1' Ruiz 44' |       | 35' Molino         | Estadio Nacional, San José Toeschouwers: 33.246 Scheidsrechter: Yadel Martínez |

|                                |                  |                |            |                                                                          |
| 1 september 2017 18:55 (UTC−4) | Verenigde Staten | 0 − 2          | Costa Rica | Red Bull Arena, Harrison Toeschouwers: 26.500 Scheidsrechter: John Pitti |
| 1 september 2017 18:55 (UTC−4) |                  | 30', 82' Ureña |            | Red Bull Arena, Harrison Toeschouwers: 26.500 Scheidsrechter: John Pitti |

|                                |                     |       |                      |                                                                                 |
| 1 september 2017 20:00 (UTC−4) | Trinidad en Tobago  | 1 − 2 | Honduras             | Ato Boldon Stadium, Couva Toeschouwers: 8.000 Scheidsrechter: Fernando Guerrero |
| 1 september 2017 20:00 (UTC−4) | J. Jones 67' (pen.) |       | 7' A. López 16' Elis | Ato Boldon Stadium, Couva Toeschouwers: 8.000 Scheidsrechter: Fernando Guerrero |

|                                |            |       |        |                                                                                           |
| 1 september 2017 20:35 (UTC−5) | Mexico     | 1 − 0 | Panama | Aztekenstadion, Mexico-Stad Toeschouwers: 37.835 Scheidsrechter: Walter López Castellanos |
| 1 september 2017 20:35 (UTC−5) | Lozano 53' |       |        | Aztekenstadion, Mexico-Stad Toeschouwers: 37.835 Scheidsrechter: Walter López Castellanos |

|                                |            |       |                  |                                                                                                  |
| 5 september 2017 15:36 (UTC−6) | Honduras   | 1 − 1 | Verenigde Staten | Estadio Olímpico Metropolitano, San Pedro Sula Toeschouwers: 37.325 Scheidsrechter: Joel Aguilar |
| 5 september 2017 15:36 (UTC−6) | Quioto 27' |       | 85' Wood         | Estadio Olímpico Metropolitano, San Pedro Sula Toeschouwers: 37.325 Scheidsrechter: Joel Aguilar |

|                                |            |       |                   |                                                                             |
| 5 september 2017 20:05 (UTC−6) | Costa Rica | 1 − 1 | Mexico            | Estadio Nacional, San José Toeschouwers: 33.000 Scheidsrechter: Mark Geiger |
| 5 september 2017 20:05 (UTC−6) | Ureña 83'  |       | 42' (e.d.) Gamboa | Estadio Nacional, San José Toeschouwers: 33.000 Scheidsrechter: Mark Geiger |

|                                |                                              |       |                    |                                                                                           |
| 5 september 2017 21:05 (UTC−5) | Panama                                       | 3 − 0 | Trinidad en Tobago | Estadio Rommel Fernández, Panama-Stad Toeschouwers: 19.000 Scheidsrechter: Henry Bejarano |
| 5 september 2017 21:05 (UTC−5) | G. Torres 39' Mitchell 58' (e.d.) Arroyo 85' |       |                    | Estadio Rommel Fernández, Panama-Stad Toeschouwers: 19.000 Scheidsrechter: Henry Bejarano |

|                              |                                              |       |        |                                                                                          |
| 6 oktober 2017 19:35 (UTC−4) | Verenigde Staten                             | 4 − 0 | Panama | Orlando City Stadium, Orlando Toeschouwers: 25.303 Scheidsrechter: Roberto García Orozco |
| 6 oktober 2017 19:35 (UTC−4) | Pulisic 8' Altidore 19', 43' (pen.) Wood 63' |       |        | Orlando City Stadium, Orlando Toeschouwers: 25.303 Scheidsrechter: Roberto García Orozco |

|                              |                                           |       |                    |                                                                                         |
| 6 oktober 2017 20:30 (UTC−5) | Mexico                                    | 3 − 1 | Trinidad en Tobago | Estadio Alfonso Lastras, San Luis Potosí Toeschouwers: nnb Scheidsrechter: Kimbell Ward |
| 6 oktober 2017 20:30 (UTC−5) | Lozano 78' J. Hernández 88' Herrera 90+4' |       | 66' Winchester     | Estadio Alfonso Lastras, San Luis Potosí Toeschouwers: nnb Scheidsrechter: Kimbell Ward |

|                              |              |       |               |                                                                                    |
| 7 oktober 2017 16:00 (UTC−6) | Costa Rica   | 1 − 1 | Honduras      | Estadio Nacional, San José Toeschouwers: 30.000 Scheidsrechter: César Arturo Ramos |
| 7 oktober 2017 16:00 (UTC−6) | Waston 90+5' |       | 66' Hernández | Estadio Nacional, San José Toeschouwers: 30.000 Scheidsrechter: César Arturo Ramos |

|                               |                                      |       |                      |                                                                                                  |
| 10 oktober 2017 18:00 (UTC−6) | Honduras                             | 3 − 2 | Mexico               | Estadio Olímpico Metropolitano, San Pedro Sula Toeschouwers: 37.000 Scheidsrechter: Joel Aguilar |
| 10 oktober 2017 18:00 (UTC−6) | Elis 34' Ochoa 53' (e.d.) Quioto 60' |       | 17' Peralta 37' Vela | Estadio Olímpico Metropolitano, San Pedro Sula Toeschouwers: 37.000 Scheidsrechter: Joel Aguilar |

|                               |                             |       |             | |
| 10 oktober 2017 19:00 (UTC−5) | Panama                      | 2 − 1 | Costa Rica  | Estadio Rommel Fernández, Panama-Stad Toeschouwers: 26.503 Scheidsrechter: Walter López Castellanos |
| 10 oktober 2017 19:00 (UTC−5) | G. Torres 52' R. Torres 88' |       | 36' Venegas | Estadio Rommel Fernández, Panama-Stad Toeschouwers: 26.503 Scheidsrechter: Walter López Castellanos |

|                               |                                  |       |                  |                                                                                  |
| 10 oktober 2017 20:00 (UTC−4) | Trinidad en Tobago               | 2 − 1 | Verenigde Staten | Ato Boldon Stadium, Couva Toeschouwers: 1.500 Scheidsrechter: Juan Carlos Guerra |
| 10 oktober 2017 20:00 (UTC−4) | Gonzalez 17' (e.d.) A. Jones 36' |       | 47' Pulisic      | Ato Boldon Stadium, Couva Toeschouwers: 1.500 Scheidsrechter: Juan Carlos Guerra |

## Intercontinentale play-off
De nummer vier uit de vijfde ronde speelt play-offs tegen de nummer vijf van de AFC-groep voor een plaats in de eindronde.
|                                |          |       |           | |
| 10 november 2017 16:00 (UTC−6) | Honduras | 0 − 0 | Australië | Estadio Olímpico Metropolitano, San Pedro Sula Toeschouwers: 38.000 Scheidsrechter: Daniele Orsato |
| 10 november 2017 16:00 (UTC−6) |          |       |           | Estadio Olímpico Metropolitano, San Pedro Sula Toeschouwers: 38.000 Scheidsrechter: Daniele Orsato |

|                                 |                                     |                    |                   |                                                                        |
| 15 november 2017 20:00 (UTC+11) | Australië                           | 3 − 1 (3 – 1 agg.) | Honduras          | ANZ Stadium, Sydney Toeschouwers: 77.060 Scheidsrechter: Néstor Pitana |
| 15 november 2017 20:00 (UTC+11) | Jedinak 54', 72' (pen.), 85' (pen.) |                    | 90+4' M. Figueroa | ANZ Stadium, Sydney Toeschouwers: 77.060 Scheidsrechter: Néstor Pitana |

Kwalificatie: Afrika (CAF) · Azië (AFC) · Europa (UEFA) · Noord- en Midden-Amerika (CONCACAF) · Oceanië (OFC) · Zuid-Amerika (CONMEBOL)